# Temporada 2018 del Campeonato de Europa de Rally
La temporada 2018 fue la edición 66º del Campeonato de Europa de Rally. Comenzó el 22 de marzo en el Rally de Azores y terminó el 14 de octubre en el Rally Liepāja. Se celebraron los campeonatos ERC 2, ERC 3, ERC Junior U27, ERC Junior 28 y ERC Ladies.
El ruso Alexey Lukyanuk, con un Ford Fiesta R5 alzó su primer título continental con tres victorias y cuatro podios, siendo el primer piloto de su país que lo consigue mientras que su compatriota Nikolay Gryazin, fue subcampeón con dos triunfos. El ADAC Opel Rallye Junior Team se llevó el título en las categorías ERC Nation's Cup y ERC Teams; Tibor Erdi jr. venció en el ERC2; Martins Sesks en el ERC Junior U27 y el ERC3; Nikolay Gryazin en el ERC Junior U28, mientras que la española Emma Falcón se adjudicó la categoría ERC Ladies.

## Calendario
| N.º | Fecha               | Rally                      | Superficie | Resultados |
| --- | ------------------- | -------------------------- | ---------- | ---------- |
| 1   | 22–24 de marzo      | 53. Azores Airlines Rallye | Tierra     | Resultados |
| 2   | 3–4 de mayo         | 42.º Rally Islas Canarias  | Asfalto    | Resultados |
| 3   | 1–3 de junio        | 64. Acropolis Rally        | Tierra     | Resultados |
| 4   | 15–17 de junio      | 47. Cyprus Rally           | Mixto      | Resultados |
| 5   | 20–21 de julio      | 6. Rally di Roma Capitale  | Asfalto    | Resultados |
| 6   | 24–26 de agosto     | 48. Barum Czech Rally Zlín | Asfalto    | Resultados |
| 7   | 21–23 de septiembre | 75. Rajd Polski            | Tierra     | Resultados |
| 8   | 12–14 de noviembre  | Rally Liepāja              | Tierra     | Resultados |

## Resultados

### Campeonato de pilotos
| Pos. | Piloto                    | POR | ESP | GRE | CYP | ITA | CZE | POL | LVA | Puntos |
| ---- | ------------------------- | --- | --- | --- | --- | --- | --- | --- | --- | ------ |
| 1.   | Alexey Lukyanuk           | 1   | 1   | 19  | Ret | 1   | 2   | Ret |     | 150    |
| 2.   | Nikolay Gryazin           |     | 2   |     |     | 20  | 5   | 1   | 1   | 129    |
| 3.   | Bruno Magalhães           | 3   | 7   | 1   | 2   | 5   | 9   |     |     | 115    |
| 4.   | Fabian Kreim              | 12  | 3   |     |     | 4   | 6   | 4   | 4   | 101    |
| 5.   | Chris Ingram              | 4   | Ret |     |     | 6   | 8   | 3   | 2   | 90     |
| 6.   | Norbert Herczig           | 6   | 11  | 2   | 3   |     | Ret | 10  |     | 63     |
| 7.   | Simos Galatariotis        |     |     | 5   | 1   | 14  |     |     |     | 50     |
| 8.   | Grzegorz Grzyb            |     | 6   | 6   |     | 3   |     | 7   |     | 49     |
| 9.   | Fredrik Åhlin             | 5   |     |     |     | 8   |     |     | 3   | 41     |
| 10.  | Jan Kopecký               |     |     |     |     |     | 1   |     |     | 38     |
| 11.  | Łukasz Habaj              | 7   | 10  | 13  |     | 26  |     | 6   | 5   | 34     |
| 12.  | Jari Huttunen             |     |     |     |     |     |     | 2   |     | 31     |
| 14.  | Ricardo Moura             | 2   |     |     |     |     |     |     |     | 30     |
| 14.  | Giandomenico Basso        |     |     |     |     | 2   |     |     |     | 30     |
| 16.  | Miroslav Jakeš            |     |     |     |     |     | 3   |     |     | 25     |
| 16.  | Orhan Avcioglu            | Ret | 15  | 8   | 5   | 10  | 10  | 11  | 8   | 25     |
| 17.  | Hubert Ptaszek            | 35  | 14  | 3   | 22  |     |     |     |     | 23     |
| 18.  | Filip Mareš               |     |     |     |     |     | Ret | 8   | 6   | 19     |
| 20.  | José Antonio Suárez       |     | 4   |     |     |     |     |     |     | 17     |
| 20.  | Laurent Pellier           | 31  | 5   |     | 12  | Ret | 9   | 20  | Ret | 17     |
| 21.  | Nasser Al-Attiyah         |     |     |     | 4   |     |     |     |     | 16     |
| 22.  | Miko Marczyk              |     |     |     |     |     |     | 5   |     | 15     |
| 23.  | Juuso Nordgren            |     |     | 18  | Ret | 7   |     |     |     | 13     |
| 24.  | Jaromír Tarabus           |     |     |     |     |     | 7   |     |     | 12     |
| 25.  | Rhys Yates                | 8   |     |     |     | 13  | Ret |     | 7   | 11     |
| 26.  | Vojtěch Štajf             |     |     |     | 6   |     | Ret |     |     | 10     |
| 28.  | Dávid Botka               | Ret | Ret |     | 7   |     | 12  |     |     | 8      |
| 28.  | Alexandros Tsouloftas     |     |     | Ret | 10  |     |     |     |     | 8      |
| 30.  | Jourdan Serderidis        |     |     | 7   |     |     |     |     |     | 7      |
| 30.  | Simone Campedelli         |     |     |     |     | 22  |     |     |     | 7      |
| 32.  | Alberto von Thurn y Taxis | Ret | 13  | 14  | 8   | 11  | Ret |     |     | 5      |
| 32.  | Paulo Nobre               | 18  | Ret | 9   | 14  | 16  | 20  | 17  | Ret | 5      |
| 33.  | Iván Ares                 |     | 8   |     |     |     |     |     |     | 4      |
| 35.  | Pierre-Louis Loubet       | 34  | Ret |     |     |     |     |     |     | 3      |
| 35.  | Martin Koči               | Ret |     |     |     |     |     |     |     | 3      |
| 40.  | Tomasz Kasperczyk         | 29  |     |     |     |     |     | 9   |     | 2      |
| 40.  | Petros Panteli            |     |     | 16  | 9   |     |     |     |     | 2      |
| 40.  | Ricardo Teodósio          | 9   |     |     |     |     |     |     |     | 2      |
| 40.  | Marco Pollara             |     |     |     |     | 9   |     |     |     | 2      |
| 40.  | Tom Kristensson           |     |     |     |     |     |     |     |     | 2      |
| 44.  | Martins Sesks             | 17  | 19  |     |     | 15  | 15  | Ret | 10  | 1      |
| 44.  | Tibor Érdi                | Ret | 23  | 10  |     | 17  | 18  |     |     | 1      |
| 44.  | José Pedro Fontes         | 10  |     |     |     |     |     |     |     | 1      |
| 44.  | Bernardo Sousa            | Ret |     |     |     |     |     |     |     | 1      |

### Campeonato copilotos
| Pos. | Piloto            | Puntos |
| ---- | ----------------- | ------ |
| 1.   | Alexey Arnautov   | 150    |
| 2.   | Yaroslave Fedorov | 129    |
| 3.   | Hugo Magalhaes    | 115    |
| 4.   | Franck Christian  | 101    |
| 5.   | Ross Whittock     | 90     |

### ERC Nation's Cup
| Pos. | Piloto                       | Puntos |
| ---- | ---------------------------- | ------ |
| 1.   | ADAC Opel Rallye Junior Team | 215    |
| 2.   | ACCR Czech Team              | 152    |
| 3.   | Rallye Team Spain            | 73     |

### ERC Teams
| Pos. | Piloto                          | Puntos |
| ---- | ------------------------------- | ------ |
| 1.   | ADAC Opel Rallye Junior Team    | 209    |
| 2.   | Saintéloc Junior Team           | 156    |
| 3.   | Russian Performance Motorosport | 110    |
| 4.   | Toksport WRT                    | 109    |
| 5.   | Sport Racing Technology         | 84     |
| 6.   | Škoda Auto Deutschland          | 77     |
| 7.   | Mol Racing Team                 | 68     |
| 8.   | ACCR Czech Team                 | 66     |
| 9.   | Rally Team Spain                | 64     |
| 10.  | Rufa Sport                      | 57     |

### ERC Junior U28
| Pos. | Piloto          | Puntos |
| ---- | --------------- | ------ |
| 1.   | Nikolay Gryazin | 130    |
| 2.   | Chris Ingram    | 126    |
| 3.   | Fabian Kreim    | 122    |
| 4.   | Fredrik Ahlin   | 75     |
| 5.   | Laurent Pellier | 54     |

### ERC Junior U27
| Pos. | Piloto          | Puntos |
| ---- | --------------- | ------ |
| 1.   | Martins Sesks   | 132    |
| 2.   | Tom Kristensson | 111    |
| 3.   | Efrén Llarena   | 97     |
| 4.   | Diago Gago      | 67     |
| 5.   | Mattia Vita     | 67     |

### ERC2 Pilotos
| Pos. | Piloto             | Puntos |
| ---- | ------------------ | ------ |
| 1.   | Tibor Erdi jr.     | 155    |
| 2.   | Sergei Remmenik    | 153    |
| 3.   | Juan Carlos Alonso | 72     |
| 4.   | Petros Pantelli    | 60     |
| 5.   | Zelindo Melegari   | 45     |

### ERC2 Copilotos
| Pos. | Piloto                 | Puntos |
| ---- | ---------------------- | ------ |
| 1.   | Gyorgy Papp            | 155    |
| 2.   | Mark Rozin             | 153    |
| 3.   | Juan Pablo Monasterolo | 72     |
| 4.   | Kyprios Christodoulou  | 60     |
| 5.   | Andrea Marco Cecchi    | 45     |

### ERC3 Pilotos
| Pos. | Piloto          | Puntos |
| ---- | --------------- | ------ |
| 1.   | Martins Sesks   | 157    |
| 2.   | Tom Kristensson | 145    |
| 3.   | Efrén Llarena   | 96     |
| 4.   | Catie Munnings  | 74     |
| 5.   | Emma Falcón     | 67     |

### ERC3 Copilotos
| Pos. | Piloto           | Puntos |
| ---- | ---------------- | ------ |
| 1.   | Francis Renars   | 157    |
| 2.   | Henrik Appelskog | 145    |
| 3.   | Sara Fernández   | 96     |
| 4.   | Eduardo González | 69     |
| 5.   | Pietro Ometto    | 59     |

### ERC Ladies
| Pos. | Piloto          | Puntos |
| ---- | --------------- | ------ |
| 1.   | Emma Falcón     | 290    |
| 2.   | Catie Munnings  | 280    |
| 3.   | Tamara Molinaro | 37     |